# Linum filiforme
Linum filiforme är en linväxtart som beskrevs av Ignatz Urban. Linum filiforme ingår i släktet linsläktet, och familjen linväxter. Inga underarter finns listade i Catalogue of Life.